# Sukhjeet Singh
Sukhjeet Singh, född den 5 december 1996 i Jalandhar, är en indisk landhockeyspelare.

## Karriär
Sukhjeet Singh debuterade i det indiska landslaget 2022, och ingick i det indiska landhockeylag som tog brons vid OS 2024.